# Рудно (Любуське воєводство)
Рудно (пол. Rudno, нім. Rauden) — село в Польщі, у гміні Нова Суль Новосольського повіту Любуського воєводства.
Населення — 591 особа (2011).
У 1975-1998 роках село належало до Зеленогурського воєводства.

## Демографія
Демографічна структура станом на 31 березня 2011 року:
|          | Загалом | Допрацездатний вік | Працездатний вік | Постпрацездатний вік |
| -------- | ------- | ------------------ | ---------------- | -------------------- |
| Чоловіки | 281     | 54                 | 206              | 21                   |
| Жінки    | 310     | 63                 | 188              | 59                   |
| Разом    | 591     | 117                | 394              | 80                   |